# Вартісно-орієнтоване управління
Глобалізація, посилення конкуренції, стрімкий розвиток фінансового та фондового ринків змінили підхід до управління підприємством. Виникла потреба у формуванні підходу, який здатний забезпечити зростання вартості підприємства у довгостроковій перспективі та збалансувати інтереси акціонерів та менеджерів. У зв'язку з цим виникла концепція під назвою вартісно-орієнтоване управління — VBM (Value-based management).

## Визначення
Вартісно-орієнтоване управління (англ. value-based management) являє собою підхід до управління, націлений на максимізацію акціонерної вартості підприємства. Суть концепції полягає у тому, що управління підприємством у довгостроковій перспективі повинно бути спрямоване на підвищення вартості підприємства. Стратегія, цілі, бізнес-процеси, показники оцінки діяльності, винагороди визначаються на основі аналізу їх впливу на зміну вартості для акціонерів.

## Історія
Концепція VBM виникла у 80-х рр. в США. Згодом ця концепція стала популярною у Європі, Канаді, Японії, Австралії, Туреччині та інших країнах. Інтерес до даної концепції викликаний прагненням збалансувати інтереси усіх зацікавлених сторін (акціонерів, кредиторів, співробітників, постачальників, покупців, уряду).
А. Раппорт, автор роботи «Створення вартості для акціонерів» , та Б. Стюарт «В пошуках вартості»  є засновниками концепції вартісно-орієнтованого управління. Автори переосмислили роль менеджерів у діяльності підприємства, яка полягає в підвищенні вартості підприємства для акціонерів. Схвалення цього погляду призводить до необхідності зміни стратегічних та оперативних цілей, методів оцінки діяльності підприємства.
Термін «Value Based Management» вперше був застосований Д. Мактагардом у книзі «Імператив вартості» , написаній у 1994 р. Автор довів, що грошові потоки управляють вартістю підприємства.

## Елементи
А. Раппорт та Б. Стюарт визначають вартісно-орієнтоване управління як цілісну систему управління, яка містить такі елементи:
1. «Оцінювання» включає вибір методів оцінки вартості для акціонерів та відстеження процесу створення нової вартості;
2. «Стратегія» встановлює шляхи, за допомогою яких буде досягнена основна ціль – зростання вартості для акціонерів підприємства;
3. «Фінанси» виділяють основні фактори, які впливають на діяльність підприємства в цілому та його окремих підрозділів;
4. «Корпоративне управління» націлене на збалансування інтересів акціонерів та менеджерів, розробку системи мотивації менеджерів та співробітників.

Г. Арнольд визначає такі основні елементи вартісно-орієнтованого управління:
1. Збільшення добробуту акціонерів у довгостроковому періоді;
2. Нова вартість для акціонерів створюється лише тоді, коли величина прибутку перевищує витрати на капітал;
3. Система матеріального заохочення повинна базуватися на внутрішніх показниках, які використовуються для оцінки поточної діяльності підприємства та надання менеджерам інформації про досягнення головної стратегічної цілі – зростання вартості бізнесу. Зовнішні показники необхідно використовувати для оцінки потенціалу підприємства створювати вартість у довгостроковій перспективі [4].

## Сфери діяльності, які є основою для створення вартості підприємства
Т. Коупленд, Т. Коллер та Дж. Муррін вважають, що здійснення вартісно-орієнтованого управління на підприємстві має базуватися на вартісному мисленні. Менеджери мають вартісне мислення, коли головною метою для них є підвищення вартості підприємства. 

Вартісне мислення обумовлюється такими елементами як вартісна ідеологія та вимір вартості. Вартісна ідеологія базується на зацікавленості керівництва у підвищенні вартості бізнесу.
На думку вчених, є шість сфер управлінської діяльності, які дають змогу підприємству спрямовувати свої дії на створення вартості. Для досягнення цього підприємству необхідно:
1. Підкріплювати ідеї кількісними показниками, які сигналізують про створення вартості;
2. В управлінні бізнес-портфелем дотримуватися підходу, який направлений на зростання вартості;
3. Визначити наскільки організаційна культура та структура є орієнтованими на створення вартості;
4. Виявити ключові фактори, які впливають на зміну вартості кожного підрозділу;
5. Встановити цільові показники та нормативи для кожного підрозділу;
6. Визначити шляхи мотивації співробітників на створення вартості.

## Складові управління вартістю
Процес управління вартістю містить п’ять складових:
1. Застосування вартісного мислення в процесі стратегічного планування. Визначаються напрямки подальшого розвитку підприємства, а також виявляється де і коли створюється вартість, ефективність роботи елементів ланцюга створення вартості та співвідносятся показники підрозділів підприємства з показниками конкурентів.
2. Застосування оперативного планування для управління вартістю підприємства. Складова включає розробку та впровадження системи показників для контролю поточної діяльності. Система показників відображає процес створення вартості та внесок кожної організаційної одиниці підприємства у цей процес.
3. Управління ключовими факторами вартості. Одночасно зі стратегією підприємства розробляються комплекси програм для впливу на основні фактори вартості.
4. Система мотивації, яка встановлює зв’язок між винагородою та досягненням цільових показників вартості.
5. Засоби спілкування з акціонерами, тобто створення спеціальних форм звітності, пов’язаних з управлінням вартістю підприємства.

## Фактори вартості
Управління вартістю означає управління факторами вартості.
Фактор вартості – параметр, який впливає на зміну вартості підприємства.
Система факторів вартості на великих підприємствах може містити велику кількість факторів, управління якими потребує значних матеріальних витрат, тому головною метою є визначення ключових факторів. Під ключовими факторами вартості маються на увазі 20% факторів, які згідно з «принципом Парето» приносять 80% вартості.
Ключовими факторами, які впливають на вартість підприємства є:
- Кон’юнктура ринку;
- Вигоди від володіння бізнесом, які можуть бути отримані у майбутньому (темпи зростання прибутку, дохід на інвестований капітал);
- Ризик отримання прибутку;
- Ступінь контролю, яку одержує новий власник;
- Ліквідність підприємства.

Фактори вартості розподіляються за певними рівнями:
- Загальні чинники, насамперед рентабельність інвестованого капіталу;
- Чинники, які мають вплив на прибуток підприємства (виручка та витрати) і напрямки інвестування коштів (види активів);
- Специфічні чинники (кваліфікація персоналу, клієнтська база тощо);
- Оперативні чинники (експлуатаційні витрати, ціни на окремі види матеріалів тощо).

Фактори вартості можуть бути внутрішніми та зовнішніми, фінансовими та нефінансовими.
Внутрішніми факторами є темпи зростання продажів, чистого прибутку та окремих статей звіту про фінансові результати, балансу.
Зовнішніми факторами є рівень фінансових, виробничих, маркетингових та інших видів ризиків, рівень попиту на продукцію підприємства, політичні чинники, конкуренція тощо.
Фінансовими факторами є обсяг продажів, собівартість, розмір дебіторської заборгованості, запасів та інші чинники.
Нефінансовими факторами є ділова репутація, наявність торгової марки, кваліфікація персоналу тощо.

## Шляхи впровадження
Існують два шляхи впровадження вартісно-орієнтованого управління у діяльність підприємства:
1. «Шоковий», тобто вартісно-орієнтоване управління впроваджується одразу для всього підприємства;
2. Вартісно-орієнтоване управління впроваджується в одному з підрозділів як пробний проект.

Найбільш оптимальним строком для впровадження VBM є приблизно рік. Менший строк не є прийнятним, оскільки його не вистачить для проведення необхідних програм навчання для персоналу.

## Переваги
1. Узгодження інтересів акціонерів та менеджерів підприємства;
2. Спостереження та прогноз зміни вартості у довгостроковій перспективі;
3. Забезпечення зв’язку між вартістю та стратегією підприємства;
4. Визначення ключових факторів, які мають вплив на зміну вартості та можуть бути інструментами стратегічного та оперативного управління;
5. Сприяння розробці мотиваційних схем.

## Недоліки
1. Вартість підприємства не може бути оцінена достовірно через використання прогнозних даних про доходи;
2. В умовах недосконалого фондового ринку ринкова вартість акцій не є об’єктивним показником, оскільки не дає точну оцінку вартості акціонерного капіталу;
3. Спроба узгодження інтересів акціонерів та менеджерів шляхом співвідношення матеріальної винагороди останніх зі зростанням вартості підприємства може призвести до маніпулювання інформацією зі сторони менеджерів;
4. Акціонери не завжди зацікавлені у зростанні вартості підприємства у довгостроковому періоді, оскільки мають свої власні вигоди пов’язані зі споживанням у поточному періоді;
5. Жоден з показників не здатен відображати усі аспекти діяльності підприємства та сприяти підвищенню вартості у довгостроковій перспективі.